# Sarah T'Joens
Sarah T'Joens (Kortrijk, 30 augustus 1991) is een Belgisch Vlaams-nationalistisch politica voor het Vlaams Belang.

## Levensloop
T'Joens is oorspronkelijk afkomstig uit de Kortrijkse deelgemeente Bissegem, maar woont nu in de Wervikse deelgemeente Geluwe.
T'Joens behaalde een bachelordiploma toerisme en recreatiemanagement aan de Hogeschool West-Vlaanderen (Howest) in Kortrijk en werkte, na een korte periode als administratief medewerker voor een cruisemaatschappij, van 2020 tot 2024 als vertegenwoordiger in de bouwsector.
Ze geraakte betrokken in de politiek door de heropstart van de Vlaams Belang-afdeling in Wervik. Bij de Vlaamse verkiezingen van 9 juni 2024 werd ze vanop de tweede plaats van de Vlaams Belang-lijst in de kieskring West-Vlaanderen verkozen in het Vlaams Parlement met 13.103 voorkeurstemmen. T'Joens werd in het Vlaams Parlement tweede ondervoorzitter van de commissie Mobiliteit en Openbare Werken en vast lid van de commissie Binnenlands Bestuur en Inburgering.
Sinds de lokale verkiezingen van oktober 2024 is T'Joens eveneens gemeenteraadslid van Wervik.